# Udo Beckmann
Udo Beckmann (* 28. April 1952 in Menden (Sauerland)-Oberrödinghausen) ist ein deutscher Lehrer und  Gewerkschafter.

## Beruflicher Werdegang
Beckmann studierte von 1972 bis 1975 das Lehramt an Grund- und Hauptschulen an der Pädagogischen Hochschule Dortmund. Seine Fächer waren Physik, Mathematik und Biologie. Sein Referendariat absolvierte er vom 1. Februar 1975 bis zum 31. Januar 1976 an einer Hauptschule in Köln. Im Jahr 1977 trat er in den Schuldienst ein. Er war zunächst an Hauptschulen in Frechen und Menden (Sauerland) tätig. Von 1990 bis 1996 war er Konrektor an einer Ganztagshauptschule in Hemer. Von 1996 bis 2005 leitete er eine Hauptschule in einem sozialen Brennpunkt in Dortmund. 2017 trat er in den Ruhestand.

## Verband Bildung und Erziehung
Im Jahr 1979 trat Beckmann dem Verband Bildung und Erziehung (VBE) als Mitglied bei. Von 1980 bis 1984 war er Bezirkssprecher der Arbeitsgemeinschaft der Junglehrer (AdJ) im VBE-Bezirksverband Arnsberg. Von 1984 bis 1988 war er Landessprecher der AdJ in Nordrhein-Westfalen. Im Herbst 1988 wurde er als stellvertretender Vorsitzender im Bereich Öffentlichkeitsarbeit Mitglied im geschäftsführenden Vorstand des VBE Nordrhein-Westfalen. Im Herbst 1996 wurde er zum ersten Mal zum VBE-Landesvorsitzenden gewählt. Nach 21 Jahren in dieser Tätigkeit kandidierte er im Herbst 2017 nicht mehr und übergab das Amt an seinen Nachfolger Stefan Behlau.
Im Jahr 1998 wurde Beckmann erstmals zum stellvertretenden Bundesvorsitzenden des VBE gewählt. Seit März 2009 ist er der VBE-Bundesvorsitzende.
Ab 1987 war er ständiges Mitglied im Hauptpersonalrat für Lehrerinnen und Lehrer an Grund- und Hauptschulen (bis 2008) und für Hauptschulen (ab 2008) in Nordrhein-Westfalen.
Seit 2009 ist Beckmann Mitglied im Bundesvorstand des Deutschen Beamtenbundes.